# Falco rupicolus
El cernícalo africano (Falco rupicolus) es una especie de ave falconiforme de la familia Falconidae encontrada en el sur de África. Es considerada una subespecie del cernícalo vulgar (Falco tinnunculus) por algunas autoridades, sin embargo, en base a estudios de ADN realizados en 2002 y apoyado por marcadas diferencias en el plumaje, varios autores la  consideran una especie separada.

## Distribución
Se distribuye en el sur de África, desde el norte de Angola, el sur de la República Democrática del Congo y el sur de Tanzania, hasta el sur de Sudáfrica. Generalmente se asocia con áreas áridas, pero también se puede encontrar en áreas abiertas y semiáridas.